# Raja eglanteria
Raja eglanteria és una espècie de peix de la família dels raids i de l'ordre dels raïformes.

## Morfologia
- Els mascles poden assolir 65 cm de longitud total.[1][2]

## Reproducció
És ovípar i els ous tenen com a banyes a la closca.

## Alimentació
Menja principalment crustacis decàpodes, bivalves, poliquets, calamars i peixos.

## Depredadors
Als Estats Units és depredat per Odontaspis taurus.

## Hàbitat
És un peix de clima subtropical (48°N-22°N, 91°W-59°W) i demersal.

## Distribució geogràfica
Es troba a l'oceà Atlàntic occidental: des de Massachusetts fins al sud de Florida i l'est i el nord del Golf de Mèxic.

## Observacions
És inofensiu per als humans.